# Dorsum Cloos
Dorsum Cloos – grzbiet na powierzchni Księżyca  o długości około 100 km. Znajduje się na współrzędnych selenograficznych ☾ 1,0°N 91,0°E/1,000000 91,000000. Dorsum Cloos znajduje się na Mare Smythii.
Nazwa grzbietu została nadana w 1976 roku przez Międzynarodową Unię Astronomiczną i pochodzi od Hansa Cloosa (1885-1951), niemieckiego geologa.